# Поль Лога
Поль Лога (фр. Paul Loga, нар. 14 серпня 1969, Дуала) — камерунський футболіст, що грав на позиції півзахисника.

## Кар'єра
У складі збірної був учасником чемпіонату світу 1994 року у США, втім на поле не виходив. На час чемпіонату був гравцем місцевого клубу «Превоянс Яунде».
Загалом протягом кар'єри в національній команді, яка тривала 8 років, провів у її формі 12 матчів, забивши 2 голи.